# Операції та місії НАТО
Операції та місії НАТО (англ. NATO Operations) — ініційовані і проведені під контролем збройних сил країн-учасниць Організації Північноатлантичного договору різного роду операції, місії і командні навчання.
Активізувавши свій вплив у часи холодної війни, країнами-учасницями Альянсу було проведено безліч військових операцій, гуманітарних місій, командних навчань тощо, які, у першу чергу, були спрямовані на деескалацію конфлікту в гарячих точках світу, а також з метою відпрацьовувати дії Альянсу в разі ескалації конфлікту, який гіпотетично міг би призвести до військової сутички між Альянсом та державами-агресорами.
У виконанні завдань НАТО в усьому світі беруть участь близько 140 тис. військовослужбовців, які успішно проводять складні наземні, повітряні та морські операції. Ці сили діють на цей час в Афганістані, Косово, Лівії, у Середземному морі, біля берегів Африканського Рогу, в Іраку і в Сомалі.
У 20-му столітті найбільше операцій під егідою НАТО було проведено на території колишньої Республіки Югославії (Сербії, Боснії і Герцеговини, Косово), а у 21-му — на території Афганістану.

## Операції НАТО на території колишньої Югославії
| Дата початку      | Дата закінчення   | Назва                                     | Місце проведення               | Короткий опис |
| ----------------- | ----------------- | ----------------------------------------- | ------------------------------ | --- |
| 16 липня 1992     | 22 листопада 1992 | «Морський монітор» англ. Maritime Monitor | Боснія і Герцеговина           | Операція НАТО, яка проведена під час Боснійської війни з метою дотримання санкцій, введених проти колишньої Югославії відповідно до резолюцій Ради Безпеки Організації Об'єднаних Націй 713. Завданням учасників було патрулювання міжнародних вод вздовж узбережжя Чорногорії. |
| 16 жовтня 1992    | 12 квітня 1993    | «Повітряний монітор» англ. Sky Monitor    | Боснія і Герцеговина           | Місія НАТО з відстеження несанкціонованих польотів в повітряному просторі Боснії і Герцеговини під час Боснійської війни. Операція почалася у відповідь на резолюцію Ради Безпеки ООН 781, яка встановила заборону на використання військових літаків в боснійському повітряному просторі. |
| 22 листопада 1992 | 22 листопада 1993 | «Морська гвардія» англ. Maritime Guard    | Югославія                      | Операція-блокада колишньої Югославії силами НАТО в міжнародних водах Адріатичного моря. Операція проводилась на підтримку резолюції Ради Безпеки ООН 787, в якій містився заклик до усіх держав забезпечити дотримання ембарго щодо Югославії. Резолюція уповноважила НАТО використовувати силу та дозволяла зупиняти, перевіряти і не пропускати судна, що прямували до колишньої Югославії. Усі судна, що прямували до або з територіальних вод колишньої Югославії, зупинялись для перевірки їх вантажів та маршруту.. |
| 12 квітня 1993    | 20 грудня 1995    | «Заборонений рейс» англ. Deny Flight      | Боснія і Герцеговина, Хорватія | Операція НАТО, яка розпочалася з метою примусового виконання рішення Організації Об'єднаних Націй для забезпечення безпольотної зони над Боснією і Герцеговиною. Організація Об'єднаних Націй та НАТО пізніше розширилі місію операції і включили забезпечення безпосередньої авіаційної підтримки для військ ООН та завдавання повітряних ударів по цілях у Боснії. |
| 15 червня 1993    | 2 жовтня 1996     | «Сильна охорона» Sharp Guard              | Югославія                      | Кількарічна спільна морська блокада поставок до колишньої Югославії силами НАТО і Західноєвропейського союзу в Адріатичному морі. В пошуку і зупинці суден, що намагалися обійти блокаду, брали участь військові кораблі і морські патрульні літаки з 14 країн-учасниць Альянсу. |
| 30 серпня 1995    | 15 вересня 1995   | «Рішуча сила» англ. Deliberate Force      | Боснія і Герцеговина, Сербія   | Серія повітряних бомбардувань авіацією НАТО позицій боснійських сербів у 1995 році під час Боснійської війни, перша значна військова акція Північноатлантичного альянсу на просторах колишньої Югославії. |
| 20 грудня 1995    | 20 грудня 1996    | англ. Implementation Force                | Боснія і Герцеговина           | Річна багатосторонна миротворча акція, метою якої було встановлення та забезпечення заборони на польоти потвітряним простіром країн колишньої Югославії. |
| 24 березня 1999   | 10 червня 1999    | «Союзна сила» англ. Allied Force          | Югославія                      | Військова бомбардувальна операція блоку НАТО проти Югославії в період з 24 березня по 10 червня 1999 року, що стала завершальним етапом Косовської війни, призвівши до виводу югославських військ з території краю Косово й Метохія та до його переходу під контроль сил НАТО, а пізніше — ООН. |
| 12 червня 1999    | триває            | англ. KFOR                                | Косово                         | Міжнародні сили під керівництвом НАТО, відповідальні за забезпечення стабільності в Косово (спочатку Автономний край Косово та Метохія Республіки Сербія, а з 17 лютого 2008 — Республіка Косово). Сили KFOR були створені згідно з резолюцією Ради Безпеки ООН № 1244. |
| 20 червня 1998    | 2 грудня 2004     | англ. SFOR                                | Боснія і Герцеговина           | Основна мета сил СФОР полягала в утворенні безпечних умов для цивільного та політичного відновлення Боснії і Герцеговини. Зокрема, контингент СФОР відповідав за стримування та попередження нових бойових дій, утворення сприятливих умов для подальшого розвитку мирного процесу, а також надання підтримки цивільним організаціям, які беруть участь у цьому процесі, вибірково та з урахуванням наявних сил і засобів.                                                                                                |
| 16 грудня 2002    | 31 березня 2003   | «Елайд хармоні» англ. Allied Harmony      | Республіка Македонія           | Третя військова операція НАТО на території колишньої Югославії в Республіці Македонія, яка була спрямована на захист спостерігачів з Організації з безпеки і співробітництва в Європі, які виконували місію спостереження за виконанням мирного плану в Македонії. Місія була логічним продовженням попередньої операції «Ембер Фокс». |

## Операції в Афганістані
| Дата початку    | Дата закінчення | Назва                               | Місце проведення                                  | Короткий опис |
| --------------- | --------------- | ----------------------------------- | ------------------------------------------------- | --- |
| липень 2006     | липень 2006     | «Перс» англ. Perth                  | провінція Урузган, Афганістан                     | Операція була проведена силами США та Австралійським загіном спеціальних операцій під командуванням лейтенанта Марка Смертхарста. |
| 16 вересня 2006 | 15 січня 2007   | «Гірська лють» англ. Mountain Fury  | провінції Пактіка, Хост, Логар, Газні, Афганістан | Операція НАТО, яка була спрямована на очистку повстанців Талібану в східних провінціях Афганістану. |
| 3 лютого 2007   | 27 лютого 2007  | «Криптоніт» англ. Kryptonite        | провінція Гільменд, Афганістан                    | Спільна військова операція Міжнародних сил сприяння безпеці (МССБ) у складі Нідерландів, Великої Британії і Афганської національної армії під патронатом НАТО. Складова частина операції «Ахіллес». Головним завданням операції було поставлено очищення району навколо греблі Каджакай, що знаходилась під контролем талібів, а також ремонт гідгоелектростанції та відновлення постачання електроенергії. Нерегулярні бої точилися навколо території греблі, а також міста Муса Кала протягом 10 днів, поки коаліційні війська змогли захопити плацдарм для подальшого наступу. |
| 6 травня 2007   | 30 травня 2007  | «Ахіллес» англ. Achilles            | провінція Гільменд, Афганістан                    | Військова операція НАТО, головною метою якої було очищення провінції Гільменд від талібських бойовиків. Операція розпочалася 6 березня 2007 року. Вона є найбільш успішною наступальною операцією проведеною НАТО в Афганістані на сьогоднішній день. Представники НАТО повідомили, що, на відміну від попередніх операцій, таліби уникали прямої конфронтації на користь партизанської тактики. |
| 30 травня 2007  | 14 червня 2007  | «Кірка-Ручка» англ. Pickaxe-Handle  | провінція Гільменд, Афганістан                    | Операція була своєрідним продовженням місії під «Ахіллес», завданням якої було відбити наступ талібів в провінції Гільменд. Операція була проведена за сприяння Королівських збройних сил Великої Британії. |
| 24 липня 2007   | 27 липня 2007   | «Молот» англ. Hammer                | провінція Гільменд, Афганістан                    | Військова операція НАТО під керівництвом Великої Британії на території провінції Гільменд в Афганістані. Наступ спеціально сформованої групи під кодовою назвою Чакуш або Молот, розпочався в ніч на 24 липня 2007 в районі між територіями Хайдерабад і Мірмандаб, на північному сході міста Геришк. Операція мала на меті витіснення сил Талібану з районів верхньої долини Геришк в провінції Гільменд. |
| жовтень 2007    | листопад 2007   | «Гарекате Йоло» англ. Harekate Yolo | Афганістан                                        | Операція, яка складалася з двох частин за участю НАТО і збройних сил Афганістану проти талібів на півночі країни, і була проведена у рамках війни в Афганістані. |
| 13 травня 2008  | 23 травня 2008  | «Вапно» баск. Karez                 | провінція Бадгіс, Афганістан                      | Військова операція, проведена 13-23 травня 2008 року під час війни в Афганістані за участі норвезьких та німецьких сил МССБ і афганських урядових військ проти талібів. Метою було усунення талібів, які перегрупувалися в регіоні після операції «Harekate Yolo» в кінці 2007 року. |
| 27 серпня 2008  | 5 вересня 2008  | «Саміт Орла» англ. Eagle's Summit   | провінція Гільменд, Афганістан                    | Військова операція, проведена НАТО і Афганською національною армією з метою транспортувати 220-тонну турбіну на греблю Каджаки в провінції Гільменд через територію, контрольовану талібами. Операція завершилася успіхом коаліції. В основному в ній брали участь британські війська, і, як стверджувалось, це була одна з найбільших логістичних операцій, проведених британською армією з часів Другої світової війни. Операція отримала свою назву від орла зображеного на емблемі 16-ї повітряно-штурмової бригади..                                                         |
| 11 грудня 2008  | 26 грудня 2008  | «Червоний кинджал» англ. Red Dagger | провінція Гільменд, Афганістан                    | Операція, що проходила 18 днів за участі британських військ, а також за сприяння данських, естонських і афганських військовослужбовців — в районі Лашкаргах, адміністративного центру провінції Гільменд. До проведення операції були в цілому залучено 1500 британських військовослужбовців, які діяли за підтримки авіації і важкої бронетехніки. |
| 6 лютого 2009   | 7 лютого 2009   | «Дизель» англ. Diesel               | провінція Гільменд, Афганістан                    | Рейд британських військ кількістю 700 військовослужбовців з: 45,42,3 бригад Королівської морської піхоти, підрозділу розвідки, а також 1-го механізованого батальйону розвідки Королівського полку принцеси Вельської на талібську фабрику з виготовлення наркотиків, що була укріпленою фортецею у верхній долині району Сангін в провінції Гільменд, Афганістан. Згідно звіту Великої Британії, в результаті операції, 7 лютого 2009 року, вдалося захопити чотири фабрики а також готові тартії героїну і опіуму на загальну суму більш ніж 50 мільйонів фунтів стерлінгів.    |
| 16 грудня 2009  | 18 грудня 2009  | «Септентріон» англ. Septentrion     | Афганістан                                        | 36-годинна військова операція ISAF під керівництвом НАТО, яка проходила 16-18 грудня 2009 року, в долині Узбін, що на сході Афганістану. Метою операції було підтвердити суверенітет афганських сил безпеки в північній частині долини Узбін, а також встановити афганський прапор в селищі, яке було стратегічним об'єктом. |
| 29 травня 2009  | 1 червня 2009   | „Березневий лев“ англ. Mar Lewe     | провінція Гільменд, Афганістан                    | Триденна операція міжнародних сил сприяння безпеці, яа була проведена в провінції Гільменд. |
| 18 липня 2009   | 28 липня 2009   | „Орел“ англ. Eagle                  | провінція Кундуз, Афганістан                      | Військова операція, яка проводилась військами МССБ (ISAF) і Афганською національною армією в липні 2009 року з метою змусити вивести бойовиків Талібану з провінції Кундуз. |

## Інші операції
| Дата початку    | Дата закінчення | Назва                                                    | Місце проведення                                                     | Короткий опис |
| --------------- | --------------- | -------------------------------------------------------- | -------------------------------------------------------------------- | --- |
| 30 березня 2004 | триває          | „Балтійська Повітряна Поліція“ англ. Baltic Air Policing | Литва, Латвія, Естонія                                               | Операція НАТО в рамках сил швидкого реагування НАТО, що проводиться з березня 2004 задля захисту повітряного простору трьох балтійських держав: Латвії, Литви, Естонії. |
| жовтень 2008    | грудень 2008    | „Союзницький постачальник“ англ. Allied Provider         | Аденська затока                                                      | Перша військово-морська операція НАТО по боротьбі з піратством біля берегів Сомалі та в Аденській затоці, котра проводилась з жовтня по грудень 2008 року, для стримання та не допущення піратських атак і дій в даному регіоні.                                                                                               |
| 24 березня 2009 | серпень 2009    | „Союзницький захисник“ англ. Allied Protector            | Індійський океан, Аденська затока, Аравійське море, Африканський ріг | Друга місія НАТО по боротьбі з піратством біля берегів Африканського рогу та в Аденській затоці, що продовжує роботу першої антипіратської операції НАТО „Союзницький постачальник“ і направлена на стримання піратських дій в цьому регіоні та біля берегів Сомалі, дія якої продовжувалась з 24 березня до серпня 2009 року. |
| 17 серпня 2009  | триває          | „Океанський щит“ англ. Ocean Shield                      | Індійський океан, Аденська затока, Аравійське море, Червоне море     | Поточна операція НАТО, яка направлена на боротьбу з сомалійськими піратами в Аденській затоці та вздовж берегів Африканського рогу. Розпочалася 17 серпня 2009 року на основі результатів двох попередніх операцій в цьому регіоні — Операція „Союзницький постачальник“ та Операція „Союзницький захисник“.                   |
| 23 березня 2011 | 31 жовтня 2011  | «Спільний захисник» англ. Unified Protector              | Лівія                                                                | Спільна операціях міжнародних сил з безпеки у Лівії (згідно резолюцій Ради Безпеки ООН 1970 і 1973). |

## Військові навчання НАТО
| Дата початку     | Дата закінчення   | Назва операції                                                                         | Місце проведення            | Короткий опис |
| ---------------- | ----------------- | -------------------------------------------------------------------------------------- | --------------------------- | --- |
| 25 лютого 1952   | 16 березня 1952   | «Великий шолом» англ. Grand Slam                                                       | Середземне море             | Одні з перших основних військово-морських стратегічних навчань 1952 року новоствореної Організації Північноатлантичного договору, мета яких була стримати можливу агресію і забезпечити оборону Західної Європи від повітряних і підводних атак. |
| 14 вересня 1952  | 25 вересня 1952   | англ. Mainbrace                                                                        | Атлантичний океан           | Наймасштабніші військово-морські навчання в історії НАТО. До навчань були залучені 80 000 військових, більше 200 кораблів і 1000 літаків. Відпрацьовувались дії при можливій загрозі Альянсу. |
| листопад 1952    | листопад 1952     | англ. Longstep                                                                         | Туреччина                   | Десятиденні військово-морські навчання НАТО, які проводилися в Середземному та Егейському морях з метою комбінованої координації між наземними, сухопутними і морськими силами. У навчаннях взяли участь щонайменше 170 військових кораблів і 700 літаків. |
| 3 вересня 1957   | 12 вересня 1957   | «Удар у відповідь» англ. Strikeback                                                    | Норвезьке море              | Десятиденні військово-морські навчання, мета яких була зімітувати можливий тотальний радянський напад на Альянс. У навчанні взяли участь не менше 250 000 військових, 300 кораблів і 1 500 літаків. |
| вересень 1957    | вересень 1957     | «Велика глибина» англ. Deep Water                                                      | Туреччина                   | Військово-морські навчання, які проводилися в Середземному морі, метою яких було змоделювати захист Дарданелли від можливого радянського вторгнення. |
| 2 листопада 1983 | 11 листопада 1983 | «Умілий лучник» англ. Able Archer 83                                                   | Західна Європа              | Десятиденні командні навчання НАТО, які розпочалися 2 листопада 1983 року, охопивши територію усієї Західної Європи. Хід навчань контролювався командуванням збройних сил Альянсу зі штаб-квартири, що в Монсі. У ході навчань відпрацьовувалися дії Альянсу в разі ескалації конфлікту, який гіпотетично міг би призвести до початку ядерної війни. Під час цих навчань 1983 року вперше були використані нові унікальні коди зв'язку та режим повного радіомовчання, а також, окрім цього, до навчань були залучені глави ряду країн-учасниць Півчнічноатлантичного договору. Під час Able Archer був відпрацьований режим максимальної боєготовності, який теоретично надавав можливість використання ядерної зброї. |
| 4 жовтня 2001    | триває            | «Активні зусилля» англ. Active Endeavour                                               | Середземномор'я             | Військово-морська операція Організації Північноатлантичного договору, яка проводиться у Середземному морі, мета якої запобігти пересуванню терористів або зброї масового знищення. |
| 2004             | 12 грудня 2011    | Тренувальна місія НАТО у Республіці Ірак англ. NATO Training Mission – Iraq            | Ірак                        | Спільні навчання країн-учасниць Північноатлантичного альянсу, збройних сил Іраку та країн-партнерів НАТО. У 2004 році на прохання Тимчасового уряду Іраку відповідно до положень резолюції 1546 Ради Безпеки ООН, Північноатлантична рада ухвалила рішення про проведення тренувальних навчань в Іраку. Рішення було попередньо узгоджене на Стамбульському саміті НАТО. Головне завдання місії — підготувати іракські сили безпеки, надати вагому допомогу державним структурам країни у процесах створення та розвитку військових навчальних закладів. |
| 8 червня 2009    | 16 червня 2009    | англ. Loyal Arrow                                                                      | Швеція                      | Десятиденні командні навчання НАТО, ціль яких була зкоординувати дії сил швидкого реагування та військо-повітряні сили Альянсу під час проведення майбутніх операцій. |
| листопад 2009    | триває            | Тренувальна місія НАТО у Республіці Афганістан англ. NATO Training Mission-Afghanistan | Афганістан                  | Багатонаціональна тренувальна місія країн-учасниць Північноатлантичного альянсу, Афганістану та країн-партнерів НАТО. Головне завдання місії — надати підтримку у створенні спроможних і самодостатніх Національних сил безпеки Афганістану, Афганської національної армії (ANA) та Афганської національної поліції (ANP). |
| 12 березня 2012  | 23 березня 2012   | «Холодна відповідь» англ. Cold Response                                                | Норвегія                    | Спільні військові навчання Альянсу з країнами-учасницями програми «Партнерство заради миру», які відбулися в північній Норвегії. У навчаннях взяли участь близько 16 тисяч солдатів. |
| 2 вересня 2014   | 8 вересня 2014    | «Вірний спис II» англ. Steadfast Javelin II                                            | Центральна та Східна Європа | Семиденні військові навчання НАТО, які проходили на території країн Центральної та Східної Європи, зокрема в Німеччині, Естонії, Латвії, Литві і Польщі. Метою навчань була підготовка підрозділів швидкого реагування НАТО до проведення операцій в будь-якій точці світу при надзвичайних ситуаціях. |

## Галерея

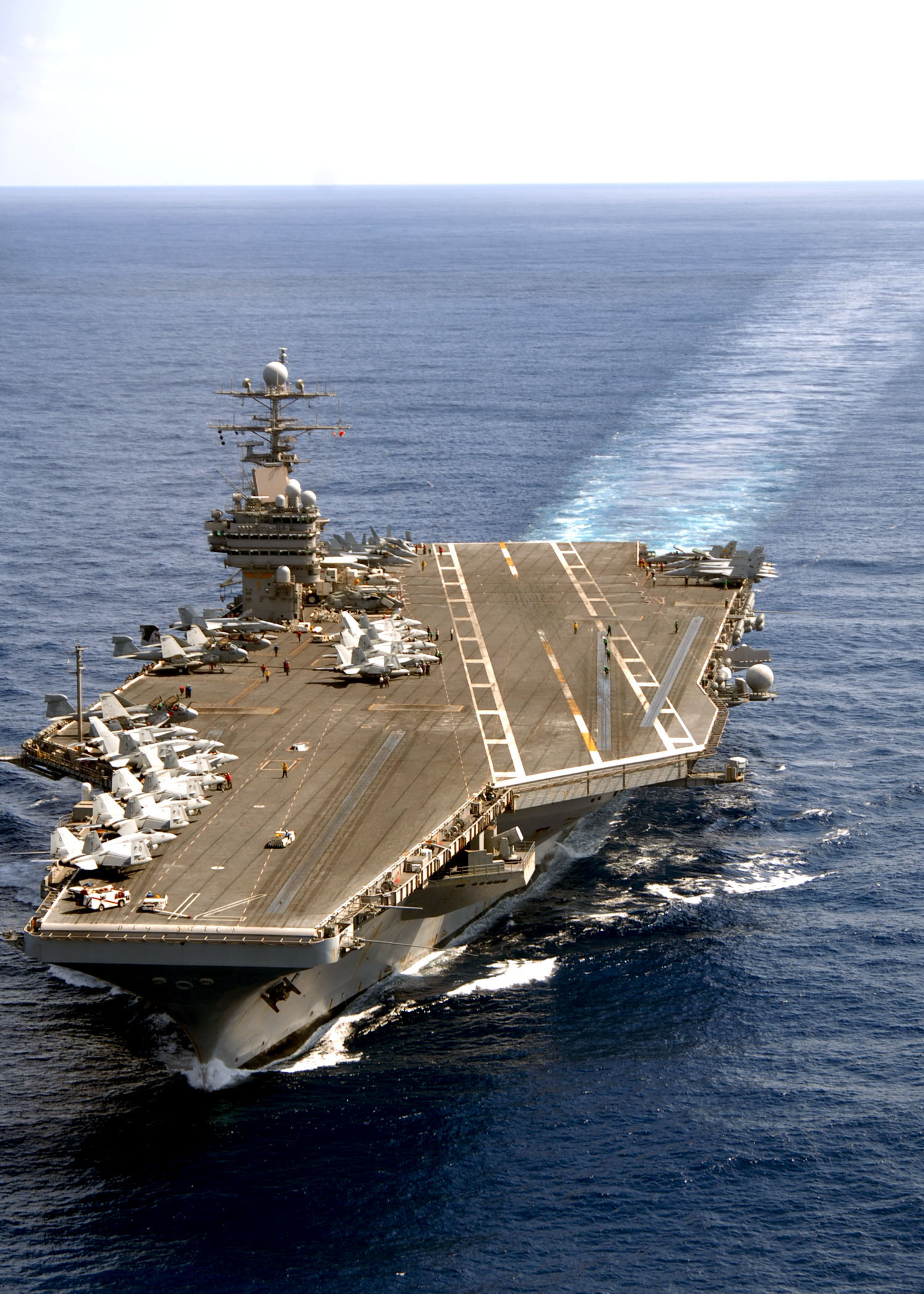
Авіаносець USS Theodore Roosevelt, що брав участь в операції «Морська гвардія» (англ. Maritime Guard)
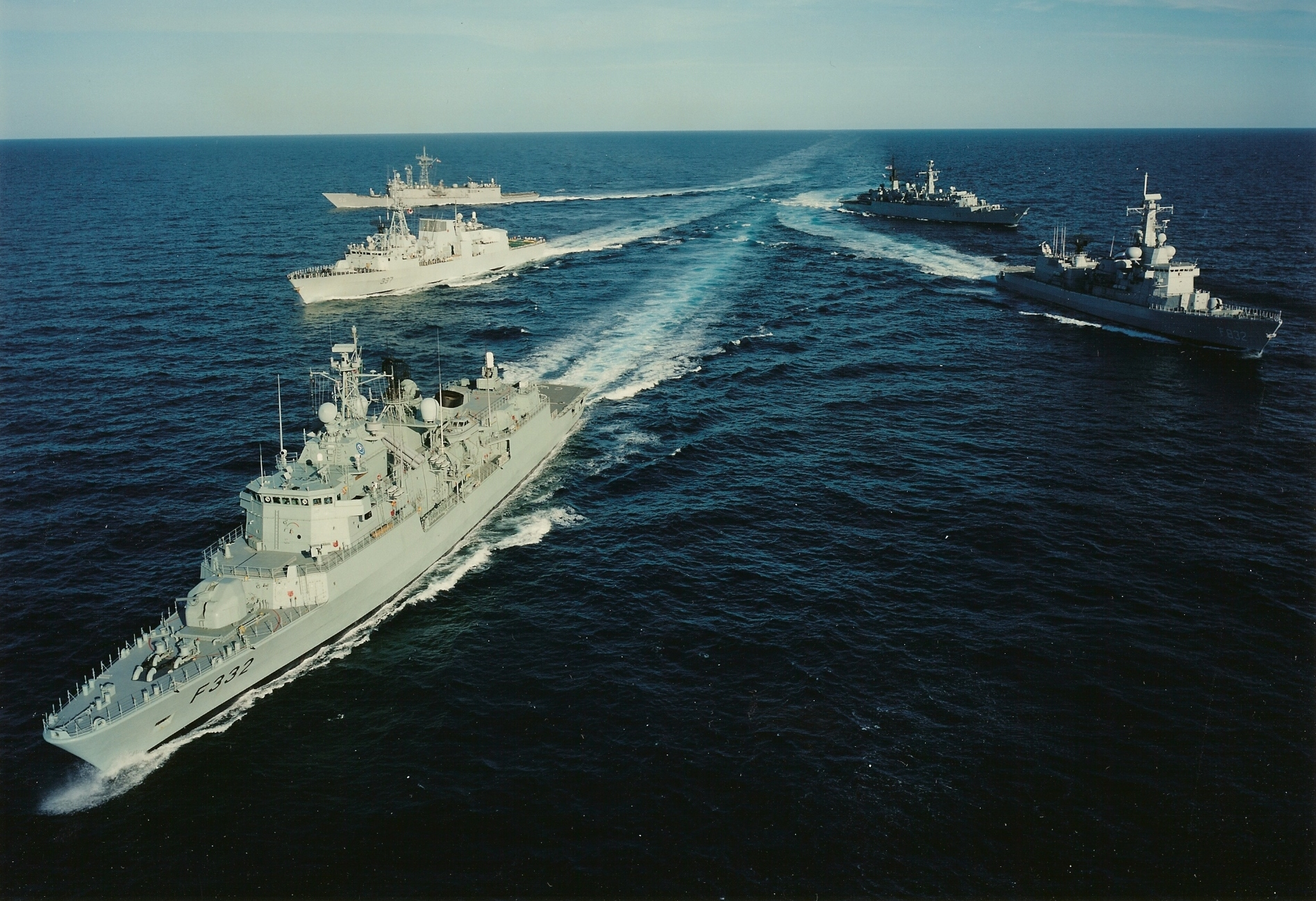
Кораблі НАТО в Адріатичному морі під час операції «Сильна охорона» (англ. Sharp Guard)
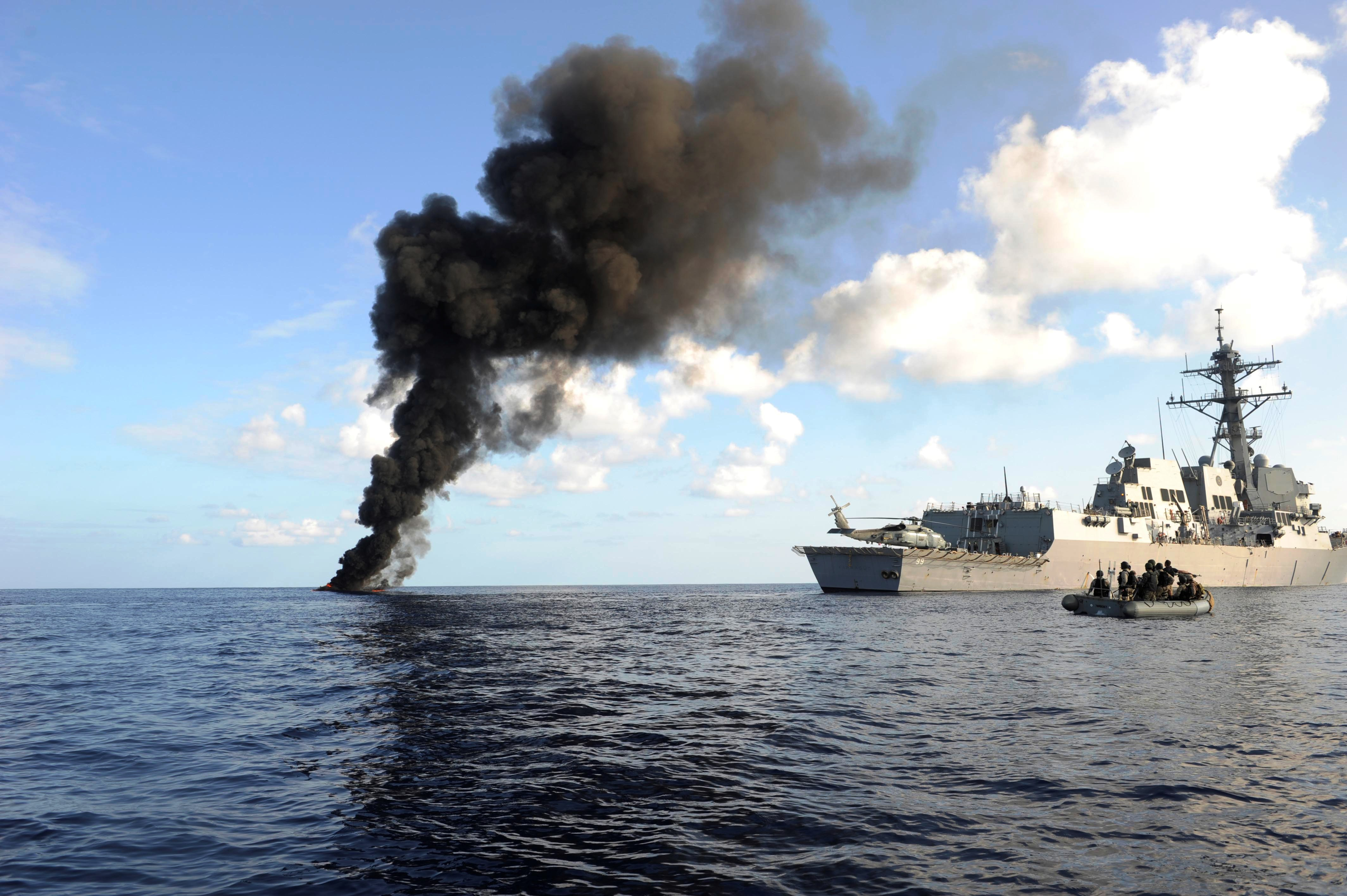
Корабель ВМС США Франкфурт під час операції «Океанський щит» човен піратів
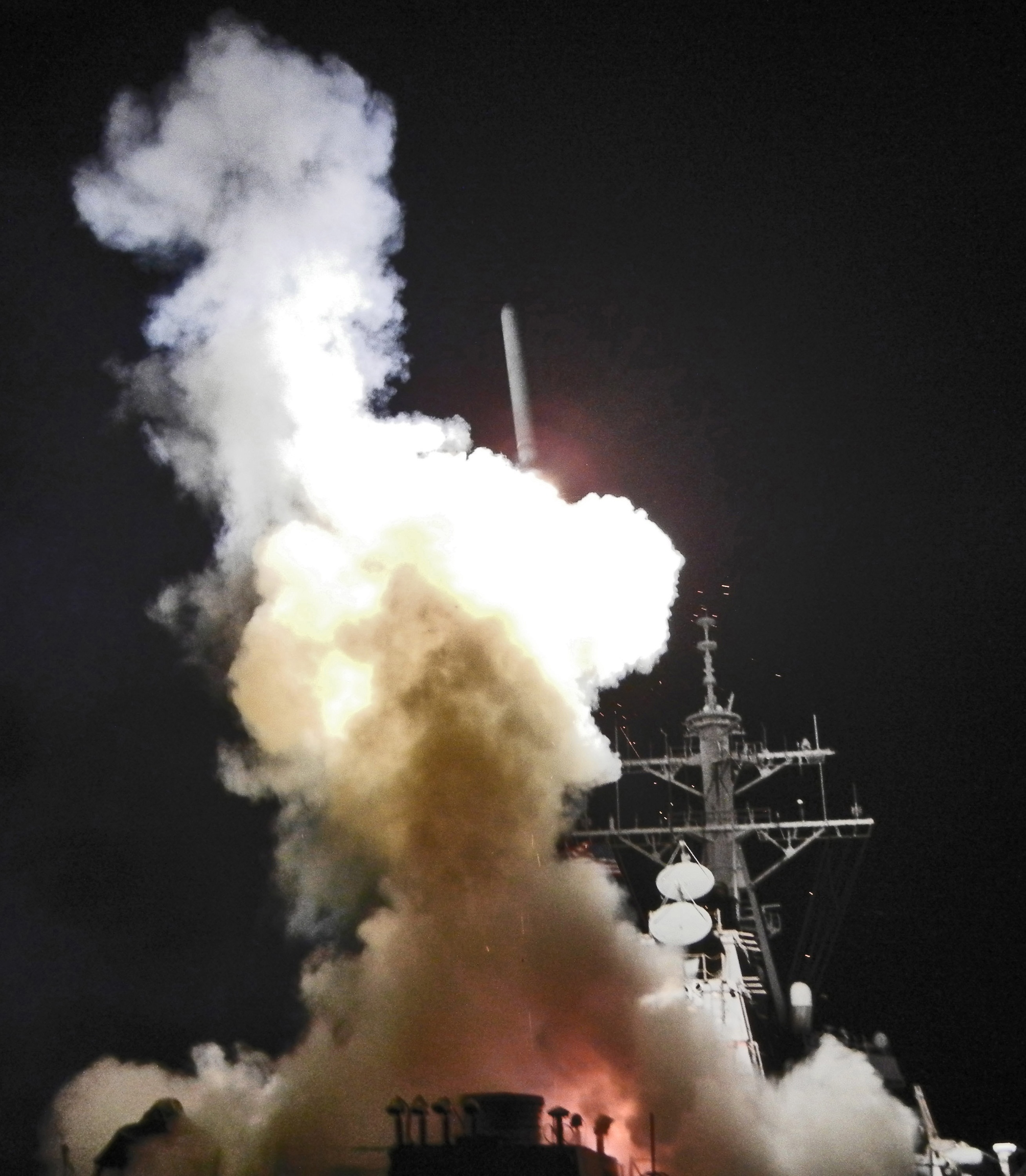
Американський DDG-52 під час операції в Лівії